# Markus Grasser
Markus „Schoko“ Grasser (* 18. Juni 1972 in Bamberg) ist ein ehemaliger deutscher Fußballspieler. 

## Karriere
Seine Laufbahn begann der gebürtige Bamberger beim RSV Drosendorf. Über den SV Memmelsdorf und den SC 08 Bamberg kam der Verteidiger als Erwachsener zum VfL Frohnlach. Danach spielte Grasser von 1997 bis 2001 beim 1. FC Nürnberg, kam allerdings nur zu jeweils 12 Erstliga- und Zweitligaeinsätzen. 2001 nahm ihn der SSV Jahn Regensburg unter Vertrag. Nach einem Jahr wiederum wechselte der Abwehrspieler zur Saison 2002/03 zum FC Carl Zeiss Jena und im Sommer 2004 zum 1. SC Feucht. Im Januar 2005 wechselte er zum FC Schaffhausen in die Schweiz. Von 2005 bis 2009 spielte Grasser beim 1. FC Eintracht Bamberg und war dort Kapitän. In der Saison 2009/10 spielte er beim ASV Gaustadt in der Bezirksoberliga Oberfranken. 
Nach dem Abstieg in die Bayernliga war Grasser ab Juli 2010 Sportchef beim FC Eintracht Bamberg. Mittlerweile ist er als Co-Trainer beim SV Memmelsdorf/Ofr. tätig. 